# Raión de Vysokopillia
Raión de Visokopillia o Vysokopillia (en ucraniano: Високопільський район) es un antiguo raión o distrito de Ucrania en el óblast de Jersón. 
Comprende una superficie de 701 km².
La capital fue la ciudad de Visokopillia.
El raión se abolió en julio de 2020 como parte de la reforma administrativa de Ucrania, que redujo el número de rayones del óblast de Jersón a cinco. El área del raión de Visokopillia se fusionó con el raión de Berislav.

## Demografía
Según estimación 2010 contaba con una población total de 15751 habitantes.

## Otros datos
El código KOATUU es 6521800000. El código postal 74000 y el prefijo telefónico +380 5535.